# 다카마쓰정 (오카야마현)
다카마쓰정(高松町)은 오카야마현 가야군·기비군에 있던 정이다. 현재의 오카야마시 기타구 다마마쓰 지구에 해당한다.

## 역사
- 1889년 6월 1일 - 정촌제 시행에 의해 가야군 다카마쓰촌, 오이시촌, 쓰우군 가모촌이 발족하였다.
- 1900년 4월 1일 - 가토군과 합병해 기비군에, 쓰우군도 구보야군과 합병해 쓰쿠보군이 되었다.
- 1915년 11월 10일 - 정으로 승격해 다카마쓰정이 되었다.
- 1955년 1월 1일 - 다카마쓰정, 오이시촌, 쓰우군 가모촌과 합병해, 신 다카마쓰정이 발족하였다.
- 1960년 4월 1일 - 마가네정을 편입하였다.
- 1971년 1월 8일 - 오카야마시에 편입되었다.

## 참고문헌
- 岡山県総務部統計課, 편집. (1970년 10월 1일). 《岡山県市町村勢要覧》. 昭和44年刊. 岡山: 岡山県統計協会. doi:10.11501/9528441. OCLC 703790315. 다음 글자 무시됨: ‘和書 ’ (도움말);
- 山陽新聞社, 편집. (1970년 10월 1일). 《山陽年鑑》. 昭和46年版. 岡山: 山陽新聞社. doi:10.11501/9572432. OCLC 703818864. 다음 글자 무시됨: ‘和書 ’ (도움말);
- 岡山市企画室企画課, 편집. (1971년 4월 30일). 《岡山市と周辺市町村合併の記録》. 岡山: 岡山市. doi:10.11501/9773871. OCLC 672970922. 다음 글자 무시됨: ‘和書 ’ (도움말);
- 角川日本地名大辞典編纂委員会, 편집. (1989년 7월 8일). 《角川日本地名大辞典》 33. 東京: 角川書店. doi:10.11501/12288356. ISBN 978-4-04-001330-5. OCLC 673246624. 다음 글자 무시됨: ‘和書 ’ (도움말);